# Affaire Bruno Cholet
 (décembre 2018).
Pour les articles homonymes, voir Cholet (homonymie).
L'affaire Bruno Cholet est une affaire criminelle française dans laquelle Susanna Zetterberg, une étudiante suédoise âgée de 19 ans, a été enlevée le 19 avril 2008 à Paris et tuée par Bruno Cholet, criminel multirécidiviste français.

## Biographies
Bruno Cholet est né le 11 avril 1957 à Épernay dans la Marne, de père inconnu, et d’une mère aide-soignante dans une clinique privée, devenue serveuse. Comme il le rappelle à l’enquêteur social, son enfance n'a pas été facile. Très vite, il enchaîne vols, violences et fugues,.
Alors qu'il est âgé d'onze ans, les psychologues de l’Institut médico-pédagogique (IMP) de Senlis eurent un désagréable pressentiment à son égard et le notèrent dans leur rapport. Deux ans plus tard, il est placé à plusieurs reprises en maison d’enfants, chez une nourrice puis en service neuropsychiatrique, dans un institut de rééducation spécialisé.
Dès juin 1977, alors qu’il n’avait que vingt ans et est apprenti coiffeur, il est condamné une première fois par les tribunaux. Lors de son arrestation en 2008, son casier judiciaire portera la mention de onze condamnations dont neuf fois à des peines correctionnelles variant de trois mois à trois ans d’emprisonnement, principalement pour des vols aggravés et des escroqueries. Mais il a surtout été condamné par des cours d'assises pour viol.
Ainsi, les assises des Yvelines le condamnent une première fois en 1978 à six ans d’emprisonnement pour viol et vols aggravés sur une jeune femme de vingt-six ans.
En 1989, la même cour d’assises lui inflige une seconde fois dix-huit ans de réclusion criminelle assortie d’une période de sûreté de douze ans pour avoir violé deux fois une adolescente qu’il avait enlevée sous la menace d’une arme.
Il était surnommé le faux taxi. Le 14 septembre 2012, Bruno Cholet est condamné par la cour d'assises de Paris à la réclusion criminelle à perpétuité.
Déjà condamné en 1978 pour le viol d'une jeune femme de 26 ans mais jamais suivi psychologiquement, l'homme n'en est pas à sa première agression dans son faux taxi. En 2014, lors du procès en appel de Cholet, la jeune Héléna Perez, 32 ans, racontera avoir eu la peur de sa vie après être montée dans la voiture de Cholet : « Il avait un pic à glace dans la main, il avait des gants noirs. C'était la panique. Il a verrouillé les portes et on a fait le tour de Paris. Je me suis dit qu'au moins il resterait mon ADN si je disparaissais. »

### Affaire Bruno Cholet, course vers la mort en faux taxi
Susanna Zetterberg, surnommée « Sanna » par ses proches, est suédoise et étudiante à la Sorbonne. Elle travaille comme baby-sitter tout en étant serveuse à l'Alto Café. Elle est jugée jolie, dynamique, sympathique, intelligente et gentille.
Le 19 avril 2008, à la sortie de « La Scala », une boîte de nuit de la rue de Rivoli à Paris, peu avant cinq heures du matin, Susanna Zetterberg est prise en charge par un faux taxi conduit par Bruno Cholet,.
Le corps de la jeune femme, à demi calciné, est découvert quelques heures plus tard en bordure de la forêt de Chantilly dans l'Oise, avec quatre balles dans la tête et les mains menottées. L'état de son cadavre n'a pas permis d'établir si la victime a subi des violences sexuelles.
Bruno Cholet, alors âgé de 51 ans, est interpellé six jours après le meurtre aux abords du Bois de Boulogne, où les policiers qui le suivent l'ont vu pénétrer et récupérer un sac plastique. Des images de vidéosurveillance l'ayant enregistré en train de tenter de retirer de l'argent à un distributeur avec une carte bancaire de la victime le matin de sa disparition, et ses précédentes condamnations pour exercice illégal de l'activité de taxi ont en effet conduit les enquêteurs jusqu'à lui.
Un sac plastique portant la mention « Susanna 377 » et contenant des menottes et un pistolet de calibre 22, avec des traces d'ADN correspondant à celui de la victime sont retrouvés lors de la perquisition de son monospace blanc.
Les experts qualifient Cholet de « pervers » et de « psychopathe » ne souffrant cependant pas de maladie psychique. Cholet dit qu'il est victime d'un complot fomenté par des policiers, car il aurait refusé de leur servir d'indicateur.

## Procès et condamnation
Le 8 septembre 2012, le procès de Bruno Cholet débute à la cour d'assises de Paris. Sa défense est assurée par les avocats Luc Ravaz et Aurélie Cerceau.
Le 14 septembre 2012, Cholet est condamné à la réclusion criminelle à perpétuité, assortie d'une période de sûreté de 22 ans. Il fait appel de cette décision,.
Le 13 mai 2014, le procès en appel de Bruno Cholet débute à la cour d'assises de Seine-et-Marne à Melun.
Héléna Perez témoigne avoir été prise en charge par inadvertance en février 2008 par le faux taxi de Bruno Cholet. Celui-ci avait alors verrouillé les portières de son véhicule lorsque sa passagère s'était aperçue qu'il ne possédait pas de compteur horokilométrique. L'homme qui portait, selon la jeune femme, des gants noirs et était en possession d'un pic à glace, relâcha cette dernière saine et sauve, mais néanmoins effrayée, à Vincennes, après avoir effectué avec elle le tour de la capitale. Cholet prétendra par la suite que Héléna Perez avait probablement confondu un pic à glace avec un stylet informatique qu'il utilisait pour son GPS.
Le 22 mai 2014, Cholet est condamné à la même peine qu'au premier procès : la réclusion criminelle à perpétuité assortie d'une période de sûreté de 22 ans,.
En 2018, Bruno Cholet a passé plus de la moitié de sa vie en prison. Il est décédé a l'hôpital et non en prison le 25 juin 2021 à Pierre Bénite.

## Articles de presse
- « Meurtre d'une Suédoise en forêt de Chantilly : les enquêteurs s'intéressent aux taxis » Article d'Élise Vincent publié le 24 avril 2008 dans Le Monde.
- « Qui était Susanna ? » Article de Marielle Court, Léna Lutaud et Alexandre Claude publié le 26 avril 2008 dans Le Figaro.
- « Meurtre de Susanna : le suspect mis en examen » Article publié le 28 avril 2008 dans L'Express.
- « Affaire Susanna Zetterberg : enquête sur le fichier ADN » Article publié le 28 avril 2008 dans L'Express.
- « En 1989, les experts le décrivent déjà comme un psychopathe » Article de Stéphane Sellami publié le 29 avril 2008 dans Le Parisien.
- « De nouvelles preuves enfoncent Bruno Cholet » Article publié le 16 mai 2008 dans L'Express.
- « Procès du faux taxi : une fondation pour la victime » Article de Léna Lutaud publié le 4 septembre 2012 dans Le Figaro.
- « L'étudiante suédoise était montée dans le taxi du tueur » Article publié le 4 septembre 2012 dans Le Parisien.
- « Un faux taxi jugé pour la mort d'une jeune Suédoise » Article de Philippe Romain publié le 4 septembre 2012 dans Le Figaro.
- « Le procès du meurtre de Susanna Zetterberg suspendu après un malaise de l'accusé » Article publié le 4 septembre 2012 dans Le Monde.
- « Le procès du faux taxi jugé pour le meurtre d'une étudiante suédoise suspendu » Article publié le 4 septembre 2012 dans L'Express.
- « Faux taxi : procès du meurtrier présumé de Susanna » Article publié le 4 septembre 2012 dans Elle.
- « Le procès du faux taxi parisien Bruno Cholet a repris » Article publié le 5 septembre 2012 dans L'Express.
- « Suédoise tuée : trois jeunes femmes accablent le faux taxi Bruno Cholet » Article publié le 6 septembre 2012 dans 20 minutes.
- « Les témoignages émouvants de la famille et des amies de Susanna au procès de Bruno Cholet » Article publié le 6 septembre 2012 dans Le Nouvel observateur.
- « Procès du faux taxi Bruno Cholet: place aux experts » Article publié le 10 septembre 2012 dans L'Express.
- « Au procès de Bruno Cholet, l'évocation glaçante de ses condamnations pour viols » Article publié le 11 septembre 2012 dans 20 minutes.
- « Meurtre de la Suédoise Susanna Zetterberg : Bruno Cholet, l'ex Gersois » Article de Jean-Charles Galiacy publié le 11 septembre 2012 dans Sud Ouest.
- « Procès Cholet : Le père de Susanna Zetterberg "sûr" que justice sera rendue » Article publié le 13 septembre 2012 dans 20 minutes.
- « Mort de Susanna : les avocats de Bruno Cholet plaident les "doutes" et "les zones d'ombre" du dossier » Article publié le 13 septembre 2012 dans Le Nouvel observateur.
- « Perpétuité requise contre le "faux taxi" Bruno Cholet » Article publié le 13 septembre 2012 dans L'Express.
- « Verdict attendu au procès du "faux taxi" Bruno Cholet » Article publié le 14 septembre 2012 dans L'Express.
- « Bruno Cholet condamné à perpétuité : l'émotion d'une famille suédoise » Article d'Alice Moreno publié le 14 septembre 2012 dans L'Express.
- « Meurtre d'une étudiante suédoise : Bruno Cholet, condamné à perpétuité, va faire appel » Article publié le 14 septembre 2012 dans L'Express.
- « Condamné pour le meurtre d’une jeune Suédoise, le faux taxi Cholet rejugé en appel » Article publié le 11 mai 2014 dans Paris Normandie.
- « Meurtre d'une jeune Suédoise : en appel, Cholet clame son innocence » Article publié le 13 mai 2014 dans La Croix.
- « Justice : le faux taxi Bruno Cholet nie toujours le meurtre d'une Suédoise » Article publié le 21 mai 2014 dans L'Express.

## Documentaires télévisés
- « Le tueur au taxi » en 2012 dans l'émission Présumé Innocent présentée par Adrienne de Malleray sur Direct 8.
- « Un trajet pour l'enfer » (premier reportage) dans « ... à Paris » le 18, 25 mars et 9 avril 2013, 3, 10 et 18 février 2014 dans Crimes sur NRJ 12.
- « Bruno Cholet, Le faux taxi » le 11 mars 2018 dans Faites entrer l'accusé présenté par Frédérique Lantieri sur France 2.
- « Affaire Susanna Zetterberg, le taxi prédateur de la nuit », le 1er mars 2025 dans Au bout de l'enquête, la fin du crime parfait ? sur France 2.

## Émission radiophonique
- « Bruno Cholet » le 13 mai 2014 et « L'enquête de leur vie » le 8 novembre 2018, dans L'Heure du crime de Jacques Pradel sur RTL.
- « L’affaire Suzanna Zetterberg » le 27 mars 2019, dans Hondelatte Raconte sur Europe 1.
- « Bruno Cholet, l'homme qui haïssait les femmes » le 17 septembre 2022, dans Hondelatte Raconte - Cote B sur Europe 1.